# Ich hiess Sabina Spielrein
Ich hiess Sabina Spielrein (anglicky My Name was Sabina Spielrein, španělsky Mi nombre fue Sabina Spielrein, dánsky Jeg hed Sabina Spielrein, finsky Nimeni oli Sabina Spielrein) je dokumentární film o Sabině Spielreinové švédské režisérky maďarského původu Elisabeth Márton z roku 2002.